# KTVE-Tower
KTVE-Tower – maszt radiowy w mieście Bolding w stanie Arkansas. Wybudowany w roku 1987. Jego wysokość wynosi 609,6 metra.